# SVGA

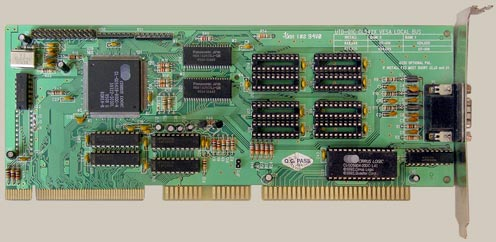
Placa gráfica VLB SVGA.

Super Video Graphics Array, quase sempre abreviado para Super VGA ou apenas SVGA é uma denominação genérica que cobre uma ampla gama de padrões de placas de vídeo para computadores.

## Histórico
Originalmente, o SVGA era uma extensão do padrão VGA lançado pela IBM em 1987. Diferentemente do VGA — um padrão definido integralmente pela IBM —, o Super VGA foi definido pela Video Electronics Standards Association (VESA), um consórcio aberto constituído para promover interoperabilidade e definir padrões. Quando usada como uma especificação de resolução, em comparação com o VGA ou XGA por exemplo, o termo SVGA normalmente se refere a uma resolução de 800×600 pixels.
O Super VGA foi inicialmente definido em 1989. Naquela primeira versão, significava uma resolução de 800×600 com pixels de 4 bits. Cada pixel podia exibir uma entre 16 cores possíveis. Isso foi rapidamente estendido para 1024×768 com pixels de 8 bits, e foi além nos anos subsequentes.

## Especificações

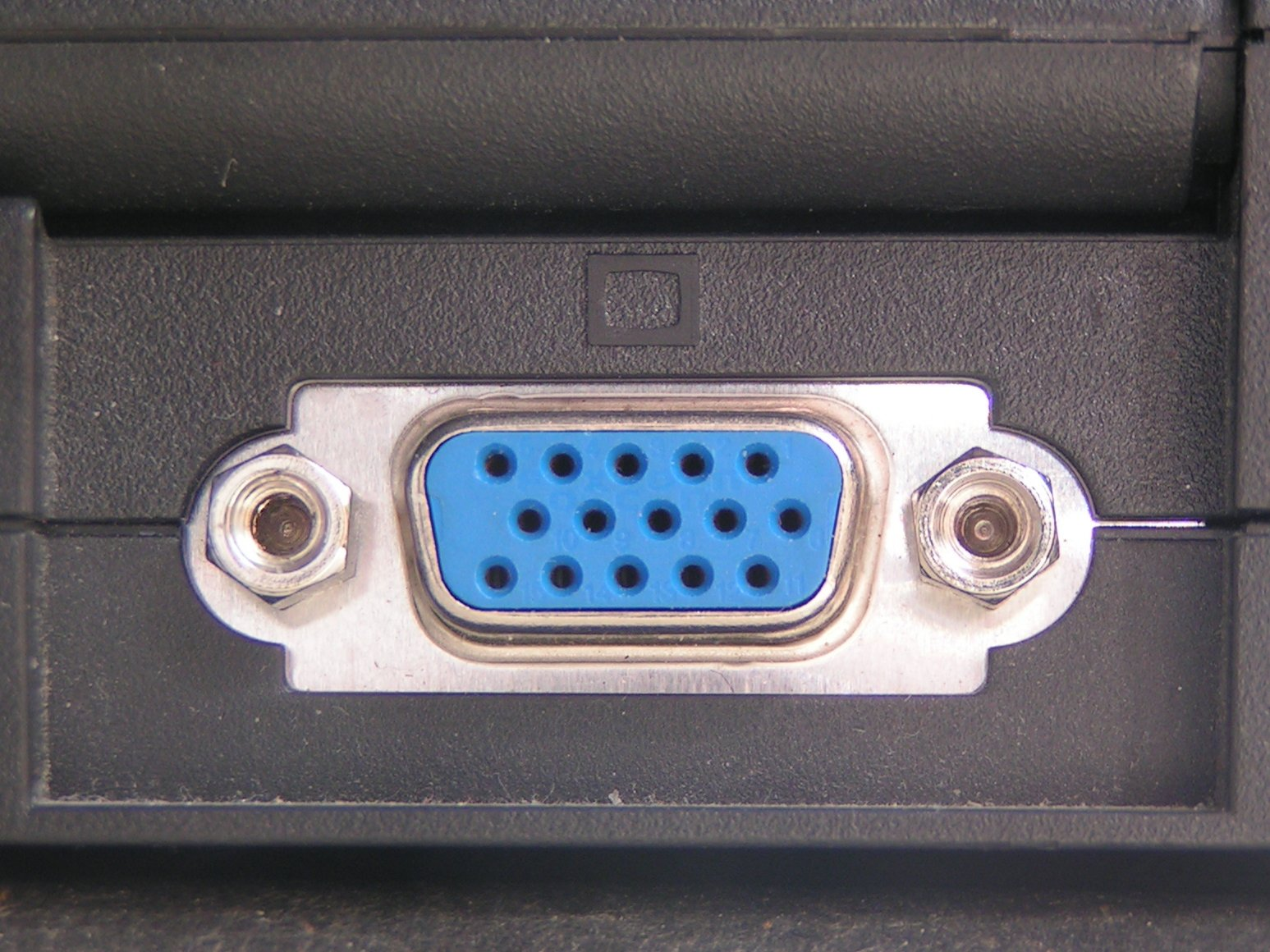
Conector de 15 pinos para monitor SVGA.

Embora o número de cores estivesse definido na especificação original, isto logo se tornou irrelevante (em contraste com os antigos padrões CGA e EGA) visto que a interface entre a placa de vídeo e o monitor VGA ou Super VGA usa voltagens analógicas simples para indicar a profundidade de cor desejada. Como resultado, no que toca ao monitor, não há limite teórico à quantidade de cores diferentes que podem ser exibidas. Isso se aplica à qualquer monitor VGA ou Super VGA.
Embora a saída de uma placa de vídeo VGA ou Super VGA seja analógica, os cálculos internos que a placa realiza para chegar até estas tensões de saída, são inteiramente digitais. Para incrementar a quantidade de cores que um sistema Super VGA pode exibir, não há necessidade de qualquer alteração no monitor, mas a placa de vídeo necessita lidar com números muito maiores e pode necessitar ser redesenhada a partir do zero. Mesmo assim, os principais fabricantes de chips gráficos começaram a produzir componentes para placas de vídeo com Hi-Color (64K cores) poucos meses após a introdução da Super VGA.
No papel, o Super VGA foi substituído pelo Super XGA, mas na prática, a indústria logo abandonou a tentativa de fornecer um nome único para cada padrão de vídeo em alta resolução, e praticamente todos os sistemas de vídeo produzidos entre o fim dos anos 1990 e o início dos 2000 são classificados como Super VGA.
Fabricantes de monitores algumas vezes anunciam seus produtos como XGA ou Super XGA. Na prática, isso pouco significa, visto que todos os monitores Super VGA fabricados desde fins dos anos 1990 possuem ao menos capacidade XGA e geralmente, performance muito superior.

## Primeiros fabricantes
Alguns dos primeiros fabricantes de placas Super VGA (ao lado, alguns de seus modelos, quando possível) foram:
- Ahead Technologies (que nada tem a ver com a Ahead Software AG)
- Amdek (VGA ADAPTER/132)
- AST Research, Inc. (VGA Plus)
- ATI Technologies (VIP, VGA Wonder)
- Chips and Technologies
- Compaq (VGC Board)
- Everex
- Genoa Inc. (Genoa VGA)
- Orchid Technology (Designer VGA, Pro Designer Plus)
- Paradise Inc. (VGA Plus, VGA Plus 16, VGA Pro)
- Sigma Designs (SigmaVGA)
- STB Technologies (VGA Extra EM)
- Tecmar (Tecmar VGA, VGA AD)
- Trident Microsystems (8800, 8900)
- Tseng Labs (ET3000, ET4000)
- Video 7 (FastWrite, V-RAM VGA)
- Willow (VGA-TV/Publisher's, VGA-TV + Genlock)